# Gwilherm Berthou Kerverziou
Pour les personnes ayant le même patronyme, voir Berthou.
Guillaume Berthou Kerverziou, né le 10 mai 1908 à Paimpol et mort le 14 mars 1951 à Rennes, est un chimiste, poète français, militant nationaliste breton.

## Biographie

### Enfance et formation
Guillaume Berthou Kerverziou est ingénieur chimiste, puis un temps pharmacien à Guipavas. Il est membre du mouvement artistique breton Seiz Breur dont la figure majeure est René-Yves Creston.

### Terrorisme
Quatre des interpellés à la suite de l'attentat en 1932 du Gwenn ha Du avouent que Guillaume Berthou a fourni la nitroglycérine. Parmi eux se trouve Théophile Jeusset. Berthou sera aussitôt condamné par le Kuzul Meur à s'exiler à Marseille pour avoir dénoncé plusieurs Bretons aux policiers français.
En mai 1932, il signe un article dans le journal Breiz da Zont.

### Nationalisme breton et Occupation
C'est un poète celtisant. Il est franc-maçon (il écrivit plusieurs articles dans Le Symbolisme de Marius Lepage). Il fut rédacteur en chef du journal collaborationniste Arvor et défenseur de l'Europe Nouvelle nationale-socialiste, collaborateur des revues Gwalarn, Breiz da Zont et Kad, fondateur du périodique Ogam et président des Amis de la Tradition Celtique. Il effectue des recherches sur les anciens textes  britanniques et gaéliques et leurs rapprochements avec les mythes hindous. Il participe à la revue Stur d’Olivier Mordrelle, la revue Galv et, pendant la guerre, à l'Institut celtique créé sous l'Occupation allemande (plus précisément par Leo Weisgerber).

### Mouvement néodruidique
Il adhère au Poellgor (« conseil directeur ») des débuts sous le nom du barde "Iactimagus", mais aussi du druide "Vissurix". Il devient le barde Kerverziou et, sous le pseudonyme d'"Iaktimagos Vissurix", dédicace des poèmes métaphysiques en vieux gaulois, tout en prédisant « la fin de la race blanche pour l'année 2018 », correspondant plus exactement à l'an 3888 de son calendrier personnel, établi à la fois sur les rotations de la lune et du soleil et sur le point de départ de la victoire légendaire de Mag Tured en Irlande. Il est le restaurateur des rites de la Kredenn Geltiek. Pendant la guerre, il assiste Morvan Marchal lors du remplacement de la revue druidique Kad par la revue Nemeton (le Sanctuaire).

### Décès
Il meurt le 14 mars 1951[réf. nécessaire].

## Écrits
- Ogam. Bulletin trimestriel des "amis de la Tradition Celtique " de la Bretagne Armorique - En feuillet ronéoté : 1948 : du numéro 1 au numéro 4 - 1949 (Nouvelle série : du no 1 au no 5, - 1950 : no 6 + supplément + bulletin et du no 7 au numéro 10 avec bulletin + supplément, no 11 bulletin - 1951 : no 12 + bulletin et du no 13 au numéro 17 avec bulletin + supplément. 1952 : du no 18 au no 30 (de 18 à 23 bulletin et supplément) et du no 24 à 30 supplément uniquement.
- Annuaire de Bretagne. Numéro Spécial, avec la coll. de Y.Laigle, Yann Poupinot, Rennes, 1951
- Al Liamm